# Kenneth Vermeer
Kenneth Vermeer (Ámsterdam, 10 de enero de 1986) es un futbolista neerlandés que juega de guardameta en el GVVV de la Tweede Divisie.

## Trayectoria

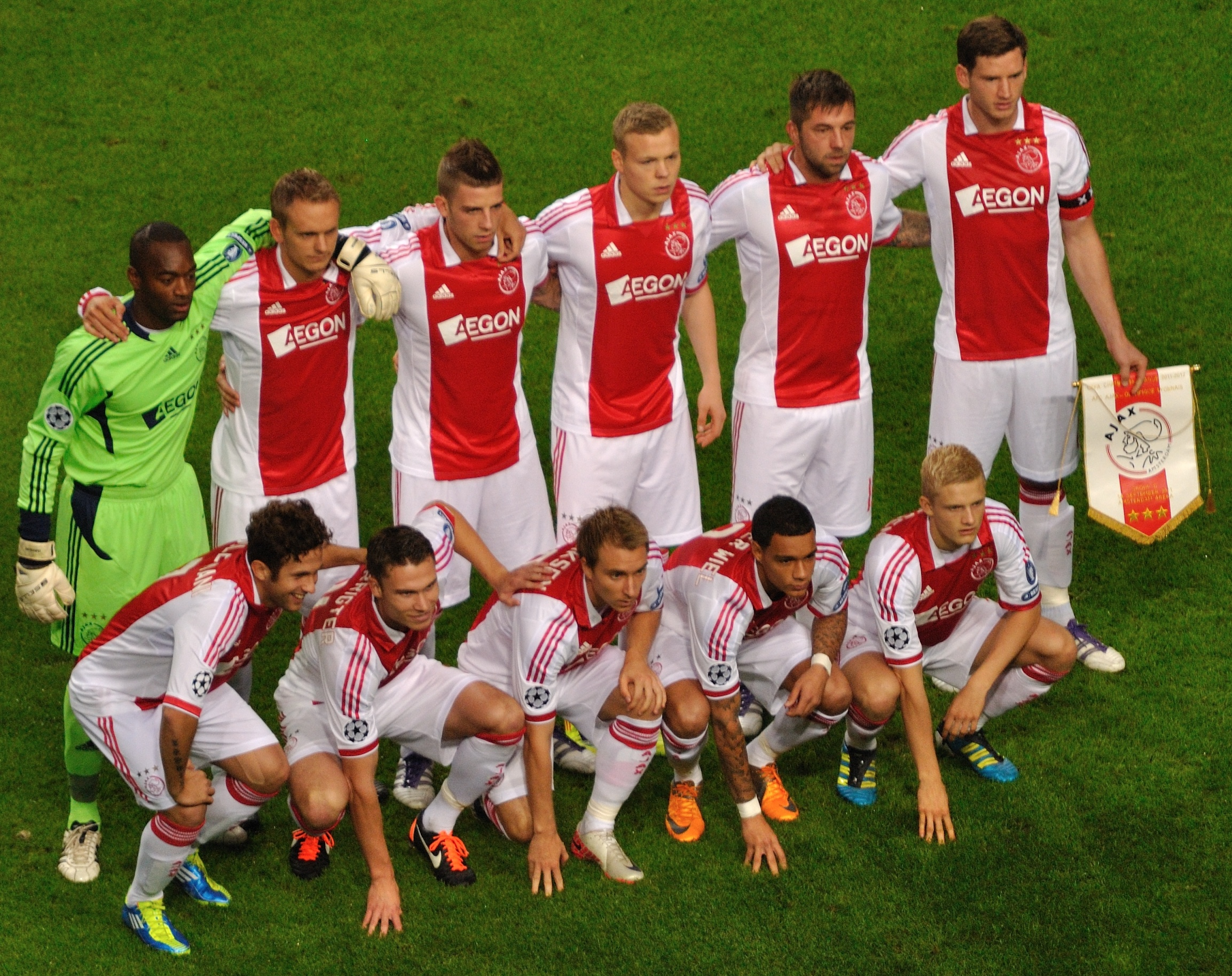
Guardameta del Ajax en 2011.

Empezó siendo jugador de campo, pero después terminó jugando de guardameta en el FC Blauw-Wit Amsterdam. Fue espiado por el Ajax, para unirse a las series menores. Fue en las series menores donde se fue mostrando, aunque sí pudo entrenar con el primer equipo. En la campaña 2006-07 se convirtió en el tercer portero, además de haber debutado frente al IK Start noruego, válido por la Copa UEFA.
En febrero de 2007 renovó hasta el año 2010, pero sus oportunidades se vieron limitadas debido a la presencia de los porteros Maarten Stekelenburg y de Dennis Gentenaar, y es así como fue cedido al Willem II. Con el club jugó 16 partidos en la temporada 2007-08.
Regresó al Ajax en 2008, pero debido a que Stekelenburg sufrió una lesión en septiembre de ese año, y otra en febrero de 2009, Vermeer pudo disputar algunos partidos en el torneo de liga. Incluso terminó siendo titular hasta el final de la temporada. La siguiente temporada terminó siendo el segundo guardameta.
Para la temporada 2011-12. Stekelenburg fue vendido a la AS Roma, y Vermeer se convierte en el primer portero del plantel. Después de un inicio titubeante, logró consolidarse con el paso del tiempo, especialmente en un partido de la Liga de Campeones, donde logró mantener su portería a cero en un partido frente al Olympique de Lyon.
En verano de 2014, dejó el Ajax para fichar por el Feyenoord.

## Selección nacional
Con la selección absoluta debutó el 14 de noviembre de 2012 en un amistoso disputado en Ámsterdam ante Alemania, finalizando con un empate sin goles.
Previo a su debut con la selección absoluta, Vermeer jugó en el Mundial Juvenil de 2005 disputado en su país, llegando hasta los cuartos de final siendo eliminados por Nigeria. También jugó el Europeo sub-21 ganándolo en dos ocasiones (2006 y 2007).
Participó en los Juegos Olímpicos del año 2008, siendo eliminado en cuartos de final por Argentina, eventual campeona del certamen.

### Participaciones en Juegos Olímpicos
| Juegos Olímpicos         | Sede  | Resultado        |
| ------------------------ | ----- | ---------------- |
| Juegos Olímpicos de 2008 | Pekín | Cuartos de final |

### Participaciones en Copas del Mundo
| Mundial                                | Sede         | Resultado        |
| -------------------------------------- | ------------ | ---------------- |
| Copa Mundial de Fútbol Juvenil de 2005 | Países Bajos | Cuartos de final |

## Clubes
| Club                 | País           | Año       |
| -------------------- | -------------- | --------- |
| Ajax de Ámsterdam    | Países Bajos   | 2005-2014 |
| Willem II (cedido)   | Países Bajos   | 2007-2008 |
| Feyenoord            | Países Bajos   | 2014-2020 |
| Club Brujas (cedido) | Bélgica        | 2018      |
| Los Angeles FC       | Estados Unidos | 2020-2021 |
| FC Cincinnati        | Estados Unidos | 2021-2023 |
| PEC Zwolle           | Países Bajos   | 2023-2025 |
| GVVV                 | Países Bajos   | 2025-     |

## Palmarés

### Títulos nacionales
| Título                        | Club              | País         | Año     |
| ----------------------------- | ----------------- | ------------ | ------- |
| Supercopa de los Países Bajos | Ajax de Ámsterdam | Países Bajos | 2005    |
| Copa de los Países Bajos      | Ajax de Ámsterdam | Países Bajos | 2005-06 |
| Supercopa de los Países Bajos | Ajax de Ámsterdam | Países Bajos | 2006    |
| Copa de los Países Bajos      | Ajax de Ámsterdam | Países Bajos | 2006-07 |
| Copa de los Países Bajos      | Ajax de Ámsterdam | Países Bajos | 2009-10 |
| Eredivisie                    | Ajax de Ámsterdam | Países Bajos | 2010-11 |
| Eredivisie                    | Ajax de Ámsterdam | Países Bajos | 2011-12 |
| Eredivisie                    | Ajax de Ámsterdam | Países Bajos | 2012-13 |
| Supercopa de los Países Bajos | Ajax de Ámsterdam | Países Bajos | 2013    |
| Eredivisie                    | Ajax de Ámsterdam | Países Bajos | 2013-14 |
| Copa de los Países Bajos      | Feyenoord         | Países Bajos | 2015-16 |
| Eredivisie                    | Feyenoord         | Países Bajos | 2016-17 |
| Supercopa de los Países Bajos | Feyenoord         | Países Bajos | 2017    |
| Pro League                    | Club Brujas       | Bélgica      | 2017-18 |

### Títulos internacionales
| Título          | Club (*)                      | País         | Año  |
| --------------- | ----------------------------- | ------------ | ---- |
| Eurocopa Sub-21 | Selección de los Países Bajos | Portugal     | 2006 |
| Eurocopa Sub-21 | Selección de los Países Bajos | Países Bajos | 2007 |

(*) Incluyendo la selección.